# Erich Schärer
Erich Schärer (Zurigo, 1º settembre 1946) è un ex bobbista svizzero.

## Biografia
Erich Schärer è stato uno dei più importanti bobbisti svizzeri del XX secolo. Ottenne il suo primo titolo mondiale nel 1971, nel bob a quattro, gareggiando come frenatore accanto al fratello Peter sotto la guida del pilota René Stadler, ai Campionati mondiali di Cervinia. Replicò questo successo nel 1973 a Lake Placid. Nel 1975, tornato a Cervinia in veste di pilota, vinse il suo primo titolo mondiale al comando del bob a quattro, completando così la trilogia di titoli conquistati insieme al fratello.
Ai Giochi Olimpici Invernali del 1976 a Innsbruck salì due volte sul podio: conquistò il bronzo nel bob a due e l’argento nel bob a quattro, in entrambi i casi battuto dall’atleta della DDR Meinhard Nehmer. Negli anni successivi arricchì ulteriormente il suo palmarès, affermandosi anche nel bob a due: vinse il titolo mondiale nel 1978 a Lake Placid e nel 1979 a Königssee, sempre in coppia con Josef Benz. Ottenne inoltre numerosi piazzamenti sul podio nel bob a quattro.
Il suo unico titolo olimpico arrivò nel 1980, a Lake Placid, quando trionfò nel bob a due con Benz. Nel bob a quattro conquistò ancora una volta l’argento, di nuovo alle spalle di Nehmer. Nel 1982, gareggiando in patria con il nuovo frenatore Max Rüegg, vinse il suo sesto titolo mondiale. L’ultima affermazione iridata risale al 1986, quando, a undici anni dal suo primo trionfo da pilota, si aggiudicò il settimo e ultimo titolo mondiale nel bob a quattro a Königssee.
In coppia con Josef Benz, suo compagno di lunga data, conquistò tutte e quattro le medaglie olimpiche e otto delle quattordici medaglie vinte ai Campionati mondiali. A livello europeo, aggiunse altre otto medaglie, comprese tre medaglie d’oro.
Terminata la carriera agonistica, Schärer si dedicò all’attività manageriale nel settore dell’abbigliamento sportivo. Dal 1976 ricoprì anche incarichi dirigenziali nel Bob Club Zürichsee. Nel 2023 si candidò alle elezioni federali per il Consiglio nazionale con il partito UDC, senza però risultare eletto.

## Premi
- Titolo olimpico nel bob a 2 a Lake Placid 1980.
- Giochi Olimpici di Innsbruck 1976 Medaglia d'argento nel bob a 4
- Giochi Olimpici di Innsbruck 1976 Medaglia d'argento nel bob a 2
- Vincitore di due titoli mondiali nel bob a 2
- Vincitore di un titolo mondiale di bob a 4
- Campione della Svizzera
- Campione d'Europa